# 吉村萬壹
吉村萬壹（1961年2月19日—）原名吉村浩一，是一名日本小說家。吉川畢業於京都教育大學，畢業後從事教育工作。1997年推出處女作《國營巨大浴場的下午》，2001年憑《庫丘庫丘班》獲文學界新人獎，2003年，憑发表于文学刊物《文学界》五月号上的《線蟲》榮膺第129届芥川獎。